# Дарфіл – Ель-Гаміль
Дарфіл – Ель-Гаміль – трубопровідна система для видачі продукції кількох газових родовищ, що виявлені у єгипетському секторі Середземного моря.
У другій половині 1990-х років почалась розробка ліцензійного блоку Порт-Саїд-Північ. Перш за все звідси видали продукцію родовища Порт-Фуад, від якого спорудили трубопровід до берегового газопереробного заводу Ель-Гаміль (розташований західніше від Порт-Саїду на косі, яка відділяє від моря озеро Манзалла). Невдовзі почалась розробка родовища Дарфіл (Darfeel), що знаходиться всього за кілька кілометрів від Порт-Фуад. Втім, їх продукція суттєво відрізнялась за характеристиками, оскільки Порт-Фуад мало запаси газоконденсату у відкладеннях міоцену, тоді на Дарфіл (та цілому ряді інших родовищ) виявили «сухий» газ у відкладеннях пліоцену. Як наслідок,  в 1998-му проклали проклали газопровід Дарфіл – Ель-Гаміль довжиною 50 км з діаметром 900 мм.
В подальшому серез нього почались поставки ресурсу з інших родовищ, як то:
- у 1999-му проклали перемичку довжиною 7 км та діаметром 750 мм від родовища Карус (Karous, знаходилось на сусідній ліцензійній ділянці Темсах) до місця врізки у трубопровід діаметром 900 мм;
- в 2003-му до Дарфіл підключили родовище Нурас (Nouras), для чого знадобилась перемичка довжиною 9 км з діаметром 650 мм;
- в 2005-му стартував видобуток на родовищі Барбоні, яке під’єднали до Нурас перемичкою діаметром 650 мм;
- в 2007-му почалась розробка родовища Семман (північніше від Дарфіл), він якого проклали трубопроводу завдовжки 20 км з діаметром 450 мм до Дарфіл;
- в 2009-му запустили в роботу родовищ Ассад та Зараф (ліцензійна ділянка Бардавіл-Північ), які підключили до Барбоні за допомогою лінії завдовжки 24 км з діаметром 350 мм.
При цьому унаслідок виснаження родовище Дарфіл перестало давати продукцію навесні 2008 року.